# أصطبلات (قرية)
أصطبلات قرية سوريّة تتبع إداريّاً لمحافظة حلب منطقة جبل سمعان ناحية تل الضمان، بلغ تعداد سكانها 79 نسمة حسب التعداد السكاني لعام 2004.